# CoffeFest
Фестивал кафе, чаја и топлих напитака "Kofi fest" (CoffeFest) одржао се први пут у Београду 26. и 27. септембра 2014. године. На фестивалу је учествовало више од 30 излагача, водећих произвођача кафе из региона и света, а посетиоцима су представљени нови трендови и начин припреме. За професионалце који се баве кафом, предвиђена су предавања и панели, како би се усавршили и учествовали у такмичењу бариста. Посетиоци су били у могућности да сазнају који пут кафа прелази од биљке до шољице, како се пије у различитим деловима света, и како утиче на здравље. За најмлађе је осмишљено дружење са аниматорима, а за малишане без родитељског старања прикупљала су се средства у оквиру хуманитарних акција "Кафа са срцем" и "Кафа са познатима". Фестивал подржавају Министарство трговине, туризма и телекомуникација РС, Скупштина Града Београда, Туристичка Организација Београда, као и Привредна комора Србије и Привредна комора Београда.